# Pavic (гурт)
Pavic — італійський музичний гурт, що грає в жанрі хард-рок та альтернативний метал.

## Історія
Гурт заснований гітаристом Marko Pavic разом з басистом Aleks Ferrara та клавішником Lorenzo Antonelli наприкінці 2005 року випустили дебютний альбом "Taste Some Liberty". Альбом був дуже добре зустрітий музичними критиками усієї Європи, котрі з захопленням сприйняли тексти пісень Marco Pavic та його вміння не перенасичувати музику нудними технічними деталями. Дебют також був посилений присутністю таких вихначних музикантів, як Kee Marcello (Europe, гітара), Tony Franklin (Blue Murder, Whitesnake, бас-гітара), Vitalij Kuprij (Ring Of Fire, клавішні) та Daniel Flores (Mind’s Eye, ударні). 
У 2008, PAVIC випустили свій другий альбомh “Unconditioned”, над яким попрацювали продюсер Tobias Lindell  на Bohus Sound Studio (ABBA, Status Quo) Швеція та звукооператор Dragan Tanaskovic (Evergrey, Meshuggah, In Flames, Goran Edman). У цьому альбомі Pavic спробували експериментувати з новими для себе музичними напрямами і являв собою суміш клачисного та сучасного Року/Металу
У 2010 гурт залишив вокаліст Chris Catena. На час пошуку нового вокаліста гурт призупинив діяльність та учасники брали участь у інших музичних проектах.
Звучання PAVIC розвивалося і в той же час вони знайшли нового вокаліста Joe Calabro, який став найкращим голосом для нових пісень, які гурт створив ув оновленому складі, разом з ударником Antonio Aronne в кінці 2012. Свіже і сучасне звучання нового альбому "Is War The Answer?” (котрий вийшов у січні 2014) потребувало нового підходу до аранжування та зведення, з чим чудово впорався відомий американський продюсер Rick Beato (Shinedown, Fozzy, Ingram Hill).
Rick працював над 10 піснями, серед яких також кавер-версія хітової пісні гурту Duran Duran  “Notorious”, і повністю підтвердив свою репутацію чудо-звукооператора. Автор коміксів Roberto Recchioni (творець комікса Dylan Dog), написав сценарій для кліпу на пісню "In Your Eyes". 
Того ж року група грали на фестивалі Rock In Idro в Болоньї, Італія, разом з такими гуртами, як Iron Maiden, Alter Bridge, Black Stone Cherry, Opeth. 31 березня 2015 року PAVIC відвідали Україну і відіграли концерт разом з Within Temptation.

## Склад
- Joe Calabro: вокал
- Marko Pavic: гітари
- Aleks Ferrara: бас-гітара
- Lorenzo Antonelli: клавішні
- Antonio Aronne: ударні

## Дискографія
2005 — Taste Some Liberty 

1. Restless Soul
2. Summer Of '98
3. Don't Give Up On Your Dreams
4. Logical Song
5. Once
6. Desperate Cry
7. Convicted
8. Night Life
9. Where Is She Now
10. Fear
11. Sail With Me
12. Death Alley Driver

2008 — Unconditioned 

1. Miracle Man
2. Trapped
3. Just Go On
4. Ghost In A Trash Machine
5. Creep
6. Fallin' For Love
7. This World
8. Unconditioned Love
9. Ride 'n Run
10. True Sincerity
11. Hidden Sorrow
12. Your Love Is Shining

Bonus Multimedia Video: Just Go On
2014 — Is War The Answer? 

1. Is War The Answer?
2. In Your Eyes
3. Song For The Rain
4. Your Own Misery
5. Notorious
6. Every Time I Die
7. Strong Enough
8. Welcome To My World
9. Free Fall
10. Once Again